# Starz
Starz est une chaîne de télévision payante américaine appartenant à Starz Inc. lancée le 1er février 1994. Elle diffuse principalement des films ainsi que des séries originales et est disponible dans 29 141 000 foyers américains. Elle est une chaîne concurrente de HBO et Showtime. La chaîne est dirigée depuis 2010 par Chris Albrecht, ancien président de HBO.
Le siège de Starz et de ses chaînes sœurs Encore et MoviePlex sont situés dans le complexe Meridian International Business Center à Meridian, au Colorado.

## Histoire
En 2016, la chaîne possède 23,6 millions d'abonnés, légèrement plus que Showtime (23,4 millions) mais bien moins que HBO (32,5 million).
En 2016, Starz lance un service de streaming payant disponible sur iOS et Android permettant d’accéder à tous ses programmes pour 9 $ par mois sans avoir à passer par cablo-opérateur.
En décembre 2016, Starz fusionne avec Lionsgate.
En mai 2019, Lionsgate propose la vente de Starz à CBS pour 5,5 milliards de dollars.

### Canada
En janvier 2018, Bell Média conclut une entente afin de dédier une chaîne payante portant le nom de Starz. La chaîne est lancée le 1er mars 2019. Le catalogue de la chaîne est disponible sur le service CraveTV en anglais uniquement.

### France

Logo de Lionsgate+

Le 15 mai 2019, le service StarzPlay fait partie du service Apple TV Channels, disponible par le biais de l'application TV d'Apple, disponible sur iPhone, iPad, Mac, et iPod Touch, contre 4,99 € par mois pour avoir accès à l'ensemble des films et séries Starz.
Il est également disponible sur Rakuten TV, Molotov et Prime Video.
Le 3 février 2021, le service est disponible sans supplément dans les offres de Canal+ Séries (pack Ciné Séries, les chaînes Ciné Séries, les packs intégrale et intégrale+ de CANAL +).
En novembre 2022, il est annoncé que victime de la concurrence des autres plateformes de streaming et de l'arrivée de Paramount+ et Universal+ en France, Lionsgate+ quittera bientôt le marché hexagonal . Alors que Netflix, Prime Video et Disney+ comptent entre 150 et 220 millions d’abonnés à travers le monde, Lionsgate+ en a environ 30 millions. À l'étranger, elle déclare une perte de 53,7 millions de dollars au deuxième trimestre 2022. Ce qui l'oblige à se restructurer et se débarrasser de marchés comme l’Allemagne, l’Italie, l’Espagne, le Benelux, la Scandinavie et donc la France. Toutefois Lionsgate+ continuera d’exister, sous le nom de StarzPlay, sur le marché anglo-saxon. La date de sa disparition en France et dans plusieurs pays européens est fixée au 31 mars 2023. Ses séries annoncées pour le quatrième trimestre de 2022,devraient être mises en ligne comme prévu.
Le 15 mai 2024, Lionsgate+ revient sans prévenir, en France grâce à un accord entre Amazon et Lionsgate uniquement dans les abonnements additionnels de Prime Video.

## Chaînes multiplex
- Starz
- Starz Cinema
- Starz Comedy
- Starz Edge
- Starz In Black
- Starz Kids & Family

## Séries originales

### Séries en cours de diffusion
- Outlander (2014–en cours)
- Hightown[12] (drame, depuis le 17 mai 2020)[13]
- P-Valley (en)[12] (drame, depuis le 12 juillet 2020)[14]
- Power Book II: Ghost[15] (depuis le 6 septembre 2020)
- Power Book III: Raising Kanan[16] (depuis le 18 juillet 2021)
- BMF (depuis le 26 septembre 2021)
- Power Book IV: Force[16] (depuis le 6 février 2022)
- Shining Vale (depuis le 6 mars 2022)
- The Serpent Queen (depuis le 11 septembre 2022)
- Minx (depuis le 21 juillet 2023, saison 1 sur HBO Max)

### Anciennes séries originales

#### Drames
- American Gods (2017–2021)
- Becoming Elizabeth (2022)
- Black Sails (2014–2017)
- Boss (2011–2012)
- Camelot (2011)
- Counterpart (2017–2019)
- Crash (2008–2009)
- Dancing on the Edge (mini-série britannique, 2013)
- Dangerous Liaisons (2022)
- Da Vinci's Demons (2013–2015)
- The Dresser (en) (téléfilm, adaptation de L'Habilleur, 30 mai 2016)[17]
- Dublin Murders (en)[18] (série britannique, 2019)[19]
- Flesh and Bone (2015)
- Gaslit (2022)
- The Girlfriend Experience (2016–2021)
- Gravity (2010)
- Heels[20] (2021–2023)
- Howards End[21] (4 épisodes, adaptation du roman Howards End, dès le 8 avril 2018)[22]
- Magic City (2012–2013)
- The Missing (2014–2017)
- Les Piliers de la terre (The Pillars of the Earth) (23 juillet au 27 août 2010)
- Power (2014–2020)
- The Rook (en)[23] (mini-série surnaturelle, 2019)[24]
- The Spanish Princess[25] (suite de White Queen et White Princess, mini-série, 2019–2020)[26]
- Spartacus (2010–2013)
- Step Up (saison 3, 2022)
- Torchwood : Le Jour du Miracle (Torchwood: Miracle Day) (2011)
- Vida (drame, 2018–2020)[22]
- The White Princess (adaptation du roman The White Princess (en), 2017)
- The White Queen (2013)

#### Comédies
- Ash vs. Evil Dead (2015–2018)
- Blindspotting (en) (2021–2023)
- Blunt Talk (2015–2016)
- The Bronx Bunny Show (en) (2007)
- Head Case (en) (2007–2009)
- Hollywood Residential (en) (2008)
- Martin Lawrence Presents 1st Amendment Stand-up (impro, 2005–2010)
- Now Apocalypse (2019)
- Party Down (2009–2010, 2023)
- Run the World[27] (2021–2023)
- Survivor's Remorse (en) (2014–2017)
- Sweetbitter (2018–2019)